# Aptesis alpestris
Aptesis alpestris là một loài tò vò trong họ Ichneumonidae.